# Cầy thảo nguyên Mexico
Cầy thảo nguyên México, tên khoa học Cynomys mexicanus, là một loài động vật có vú trong họ Sóc, bộ Gặm nhấm. Loài này được Merriam mô tả năm 1892.